# Secvențe...

Secvențe… este un film românesc din 1982 regizat de Alexandru Tatos. Rolurile principale au fost interpretate de actorii Geo Barton, Ion Vîlcu, Emilia Dobrin-Besoiu și Mircea Diaconu.

## Rezumat
Filmul este alcătuit din trei episoade independente.

## Distribuție
Distribuția filmului este alcătuită din:
- Geo Barton — Papașa, fost comisar al Siguranței
- Ion Vîlcu — Marin Iosif, comunist din ilegalitate
- Emilia Dobrin-Besoiu — actrița, interpreta fiicei ilegalistului
- Mircea Diaconu — responsabilul de restaurant
- Constantin Drăgănescu — Costică, asistentul de regie
- Dragoș Pâslaru — actor, interpretul tânărului de la telefon
- Ioana Manolescu — secretara de platou
- Nicolae Budescu — directorul filmului
- Ileana Codarcea — machieuza
- Alexandru Tatos — regizorul
- Florin Mihăilescu — operatorul
- Horea Murgu — inginerul de sunet
- Andrei Both — scenograful
- Lucian Pintilie — propriul rol
- George Paul Avram — actor, interpretul chelnerului
- Luminița Gheorghiu — nevasta responsabilului de restaurant
- Cristina Minculescu
- Vladimir Juravle — domnul nervos care așteaptă la telefon
- Luminița Sicoe
- Lupu Buznea — domnul care rostește o poezie a lui Theodor Neculuță
- Valeriu Buciu
- Gheorghe Tomescu — actor, interpretul bărbatului care vorbește la telefon înaintea tânărului
- Ion Porsilă — figurantul care se laudă că a fost cineva pe vremuri
- Gheorghe Ștefan
- Cornel Tînjală — fotograful
- Dumitru Crăciun — actor, interpretul comunistului bătut (menționat Dumitru Răsărit)

## Recepție
Filmul a fost vizionat de 1.317.130 de spectatori, după cum atestă o situație a numărului de spectatori înregistrat de filmele românești de la data premierei și până la data de 31.12.2007 alcătuită de Centrul Național al Cinematografiei.